# The 3tards
The 3tards est un groupe canadien de punk hardcore, originaire de Brampton, en Ontario. Formé en 2001, The 3tards comptent deux albums studio : Greatest Hits Vol. 2 et Crystal Balls. Le groupe est connu pour ses paroles provocantes, vulgaires et sexuelles, ses concerts en costumes et sa satire politique. Leurs spectacles comprenaient des naissances vivantes, des circoncisions et un faux mariage gay. Ils sont décrits comme « le groupe punk le plus politiquement incorrect du Canada,. »

## Histoire

### Débuts (2001–2003)
En 2001, le chanteur John Romanelli (John Tard) forme The Trouser Snakes avec Rich, le beau-frère de John Tard, à la basse. Le nom du groupe devient alors The 3tards, et le groupe joue son premier et unique concert avec cette formation au Harry Flashman's à Brampton. Peu de temps après, Rich quitte le groupe. Gus Pynn (Gus Tard), qui avait joué avec le groupe de thrash torontois Sacrifice (qu'il a rejoint par la suite), est approché pour jouer de la batterie. Cette formation donne dix concerts dans la région de Toronto, et sort en 2002 de manière indépendante une cassette de neuf titres intitulée This Is A 3Tards Tape.

### Greatest Hits, Vol 2(2003–2005)
En août 2003, Andrew Fox (Fox Tard), anciennement membre des groupes punk torontois Delirium Tremor, Shitloads of Fuck-All et Los Goblynz, rejoint le groupe en tant que bassiste. C'est à cette époque que le groupe est signé par Preston Sims du label punk torontois Wounded Paw Records pour l'enregistrement de leur premier album, Greatest Hits, Vol 2. Enregistré en décembre 2003 et janvier 2004, l'album comprend 3tarded, Bigger the Better et Gay Heavy Metal Singer, une ode au chanteur de Judas Priest, Rob Halford.
Pendant l'enregistrement, le groupe est invité à jouer un concert de charité au club torontois The Kathedral, ce qui constitue la première exposition à grande échelle du groupe à un public de tous âges, avec plusieurs centaines d'adolescents dans l'assistance. Les 3tards ont également joué avec les Misfits, Dayglo Abortions, The Dickies, Ripcordz et Agent Orange.
En 2004, le groupe crée la société de promotion Little Dog, et commence à promouvoir ses propres concerts locaux. Ils commencent également à promouvoir les groupes locaux de punk en devenir en organisant des événements à grande échelle destinés aux jeunes. Le groupe se produit lui-même en tête d'affiche ou fait venir des groupes en tournée, comme D.O.A., Forgotten Rebels et SNFU.

### Crystal Balls(2005–2007)
En 2005, Wounded Paw fusionne avec Spinerazor Records, qui avait un partenariat de distribution avec Universal Music Canada. Par l'intermédiaire d'Universal, The 3tards enregistre son deuxième album, Crystal Balls, à l'automne 2005. Produit par Rob Sanzo au studio Signal 2 Noise dans le centre-ville de Toronto, l'album sort à travers le Canada, et comprend la chanson titre, Stuck On You, et Manrapist. D'une durée de 28 minutes, il reçoit des critiques généralement négatives,,.
Toujours en 2005, les 3Tards font leur deuxième apparition dans l'émission de variétés Ed and Red's Night Party. Le 10 juin 2006, le groupe joue dans le studio de la station de radio torontoise 102.1 The Edge. Des centaines de fans, principalement des adolescents, sont venus, bien au-delà de la capacité du petit studio. La foule s'est répandue sur la rue Yonge, fermant une partie de cette artère très fréquentée, ce qui a valu à la station d'être citée à comparaître par la police locale. Une semaine plus tard, le groupe fait la première partie de D.O.A. Un mois plus tard, Eric Carr (Le Tard), anciennement membre des légendes punk torontoises Bunchofuckingoofs, rejoint le groupe.
Le 16 décembre 2006, Beetlejuice du Howard Stern Show assure l'animation et la première partie des 3tards au Kathedral. Le spectacle est filmé et sort en DVD sous le titre The 3tards and Beetlejuice : Live 3tardation. Avec l'aide d'un tatoueur agréé, Beetlejuice réussit à tatouer la moitié de son nom (Beetle) sur la moitié de la poitrine de John pendant le spectacle. Il divertit ensuite la foule avec quelques blagues, a présenté le set des 3tards, et les a rejoints dans leur hymne 3tarded.

### 333: Halfway to Hell(2007–2013)
Les 3tards passent les deux années suivantes à tourner à travers le Canada. Durant l'été 2007, Gus Pynn quitte le groupe et est remplacé par Keith MacIntyre (Keith Tard), anciennement du groupe The Antics. L'écriture du troisième album du groupe, 333: Halfway to Hell, commence immédiatement.
En 2008, pour la première fois, le groupe devient un quintette en ajoutant le frère de Fox Tard, Devin Shael Fox (Dee Tard), des groupes torontois Platypi et The New Effector, en tant que guitariste rythmique.

### L'incident d'Oshawa
En juin 2009, les 3tards donnent un concert-bénéfice pour la recherche sur le cancer du sein au Memorial Park d'Oshawa, en compagnie de The Groopies, Black Cat Attack et Caution Inc. En raison de préoccupations concernant l'abus d'alcool et les dommages matériels possibles, l'événement est d'abord considéré comme « trop risqué » pour être annoncé sur le site web municipal d'Oshawa, mais après avoir reçu un certain nombre de lettres de fans des 3tards, le conseil municipal a autorisé la promotion.
Le jour du concert, une promotion limitée, un départ tardif et une pluie battante ont fait que la foule était peu nombreuse et qu'aucun argent n'a été récolté pour la recherche contre le cancer. Le bain moussant ajouté à la fontaine par les spectateurs a débordé sur le terrain du parc. Les 3tards ont commencé leur concert tardivement, vers 19 h 30 ; le permis de l'événement a éxpiré à 20 heures. Au cours de leur quatrième chanson, la police de la région de Durham est arrivée pour mettre fin à l'événement. En raison de plaintes relatives au bruit et d'une foule incontrôlable, l'alimentation électrique de la scène a été coupée et quelques arrestations ont été effectuées. Malgré d'autres lettres de fans, le conseil municipal d'Oshawa refuse d'ajouter The 3tards à l'événement du 1er juillet de la fête du Canada au Lakeview Park.
Le 19 juillet 2009, les 3tards jouent en tête d'affiche au Kathedral et annoncent qu'ils donnaient leur dernier concert, ce qui s'est avéré inexact.

### Séparation
En juin 2013, les 3tards se sont produits au Bovine Sex Club pour jouer la musique de leur troisième et dernier album 333: Halfway to Hell. Les 3tards décident alors de se séparer. Ils donnent leur dernier concert le 18 juillet à la Kathedral de Toronto, où Romanelli présente son nouveau groupe, les Terrorchargers. Fox commence à jouer de la basse pour le groupe pop rock torontois Crush Luther. Eric Carr monte son propre groupe avec Gymbo Jak (des Dayglo Abortions), Grey Bush.

## Réactions critiques
Le style musical des 3tards montre des influences de Frank Zappa et est comparée à The Dead Milkmen et Forgotten Rebels, c'est-à-dire du punk avec un peu de metal, mais avec des thèmes lyriques grossiers et répétitifs,. Leur style comique est comparé à Chevy Chase. Le zine anarcho-punk Slug and Lettuce qualifie Crystal Balls de « pire disque de tous les temps » et a dit du groupe : « Qu'ils remercient leurs épouses. »

## Discographie
- 2002 : This Is A 3Tards Tape (cassette, indépendant)
- 2004 : The Greatest Hits Vol. 2 (Wounded Paw Records)
- 2005 : Crystal Balls (Wounded Paw Records)
- 2009 : 333 Halfway to Hell (Wounded Paw Records)